# 19th Street Bridge
Le 19th Street Bridge est un pont en treillis de type Pratt situé à Denver (Colorado) qui traverse la rivière South Platte et qui est maintenant utilisé par les piétons. Il fut construit en 1888 pour remplacer une structure en bois et fut un pont automobile jusqu'en 1986. Le pont est listé dans le Registre national des lieux historiques.